# Rolls-Royce Camargue
Rolls-Royce Camargue är en personbil, tillverkad av den brittiska biltillverkaren Rolls-Royce mellan 1975 och 1986.
Rolls-Royce:s nya flaggskepp introducerades i mars 1975. Vid lanseringen var Camargue den dyraste serietillverkade bilen i världen, med ett pris högre än för Phantom VI. Namnet kommer från Camarguehästen från den sydfranska provinsen Camargue. 
Camargue var den första Rolls-Royce som konstruerades enligt metersystemet och den första med bakåtlutad kylare (hela sju grader). Camargue var också den första bilen utrustad med ett helautomatiskt klimatsystem.
Karossen ritades av Pininfarina och byggdes av Mulliner Park Ward i London. Tekniken kommer från Silver Shadow. Motorn har dock något högre effekt. 1977 fick bilen kuggstångsstyrning från Silver Shadow II och 1979 bakre hjulupphängning från Silver Spirit.
Produktionen upphörde 1986 efter 525 tillverkade exemplar. Dessutom byggdes en enda Bentley Camargue. Till skillnad från övriga Rolls-Royce-modeller från tiden gjordes dock ingen serietillverkad Bentleymodell baserad på Camargue.